# Yahya Jabrane
Yahya Jabrane (en arabe : يحيى جبران), né le 18 juin 1991 à Settat (Maroc), est un joueur de futsal reconverti en footballeur international marocain jouant au poste de milieu défensif au Koweït SC.
Jabrane est un ancien joueur de futsal ayant pris part à la Coupe du monde de futsal de 2012 en Thaïlande. Il est le premier joueur marocain à inscrire un but dans une Coupe du monde de futsal. Ayant délaissé le futsal pour le grand foot, il est formé au Raja de Béni Mellal, club dans lequel il fait ses débuts professionnels et est promu en Botola Pro. En manque de temps de jeu, il rejoint le Mouloudia d'Oujda en 2015, ensuite le HUS Agadir en 2016 avant d'obtenir son premier transfert à l'étranger à l'Al-Fujairah SC. De retour au pays en 2019 au Wydad Athletic Club, il remporte le championnat en 2019, 2021 et 2022 avant d'être sacré vainqueur de la Ligue des champions de la CAF en 2022.
Yahya Jabrane reçoit plusieurs convocations en sélection nationale locale Maroc A' entraînée par Jamal Sellami, remporte le CHAN 2018 et le CHAN 2020. En 2021, il reçoit sa première sélection en équipe première du Maroc sous Vahid Halilhodžić et participe à la Coupe du monde 2022.

## Biographie

### Étymologie
La racine du nom Jabrane, écrit aussi Jabran, est hébraïque et signifie « descendre ». Le prénom Yahya de yihyã, étant le nom que le Coran donne à saint Jean le Baptiste.

### Naissance, enfance et débuts en futsal (1991-2012)
Yahya Jabrane naît le 18 juin 1991 à Settat de parents marocains au sein d'une famille de deux garçons et deux filles. Lorsqu'il a onze ans, il est un élève studieux à l'école et travaille à côté dans la construction de zellige pour se faire de l'argent de poche. Sa pratique de football au quartier lui vaudra l'intérêt de nombreux scouts qui décident de recruter le joueur dans l'équipe de futsal Nahdat Settat, évoluant en première division marocaine de futsal. À la suite de difficultés financières du club, le Nahdat Settat est contraint de vendre une grande partie de ses joueurs.
Yahya Jabrane se tourne vers le football classique en rejoignant le principal club de sa ville, le Fath Riadi Settat évoluant en troisième division marocaine. Il y évolue pendant cinq ans mais pratique en même temps son sport favori : le futsal. En 2012, l'entraîneur de l'équipe du Maroc de futsal Hicham Dguig sélectionne Yahya Jabrane pour prendre part à la Coupe du monde de futsal de 2012 en Thaïlande. Jabrane porte le no 13 et se retrouve dans un groupe B confronté à l'Espagne, l'Iran et le Panama. Le Maroc finira la compétition à la dernière place des phases de groupes. Yahya Jabrane est l'auteur d'un but inscrit le 2 novembre 2012 face au Panama (défaite, 3-8).
Un mois plus tard, il passe des tests dans le centre de formation du Raja de Béni Mellal avant d'intégrer l'équipe A.

### En club

#### Débuts difficiles en pro (2013-2018)
Yahya Jabrane est issu du centre de formation du Raja de Béni Mellal. Ayant signé en janvier 2013 son premier contrat professionnel dans ce club, il dispute pendant le reste de la saison un nombre de dix matchs en Botola Pro. Il termine sa première saison à la dernière place du classement de la première division marocaine et est relégué en deuxième division marocaine.
Le 1er juillet 2015, il signe un contrat de deux ans au Mouloudia d'Oujda, retourne en première division marocaine et y dispute 27 matchs en championnat, marquant un seul but. Il termine la saison à la 15e place du classement de la Botola Pro et le joueur se voit une nouvelle fois relégué en deuxième division marocaine.
Le 24 août 2016, il signe pour deux saisons au HUS Agadir. Lors de sa première saison, il dispute 29 matchs en championnat et trois matchs en Coupe du Maroc et termine à la 8e place du classement du championnat. Lors de sa deuxième saison, il dispute 27 matchs en championnat et marque le deuxième but de sa carrière sous les couleurs agadiris. Cette saison est la meilleure depuis le début de sa carrière et termine sa saison à la troisième place du championnat derrière le champion IR Tanger et le vice-champion Wydad Athletic Club. Il reçoit également une première sélection en équipe du Maroc.

#### Passage de courte durée à l'étranger (2018-2019)
Le 14 juin 2018, il signe à l'Al-Fujairah SC en première division des Émirats arabes unis et rejoint ainsi son compatriote Driss Fettouhi. Il porte le no 2 et est entraîné par le Brésilien Paulo Comelli (it).
Le 27 septembre 2018, il dispute son premier match avec le club en étant titularisé face à Al-Dhafra FC (victoire, 3-1). Le 10 octobre 2018, à l'occasion de son troisième match en championnat, il offre la victoire à son équipe en inscrivant l'unique but du match face à l'Al-Ittihad Kalba. Le 13 novembre 2018, il offre de nouveau la victoire à son équipe en inscrivant un but sur penalty face au Shabab Al-Ahli (victoire, 1-0). Le 17 novembre, soit, quatre jours plus tard, il enchaîne en inscrivant son troisième but de la saison face à Al Wasl FC (défaite, 4-2). Le 3 décembre, il inscrit un but à la 55e minute face à l'Al Ittihad Kalba grâce à une passe décisive de Yasser Matar (en) (défaite, 1-3). Il y dispute dix matchs en championnat et réalise une énorme saison en Coupe des Émirats arabes unis en marquant quatre buts en six matchs. Malgré cela, il termine sa saison à la 12e place du classement du championnat émirati et évite de justesse la descente en deuxième division.

#### Wydad Casablanca (depuis 2019)

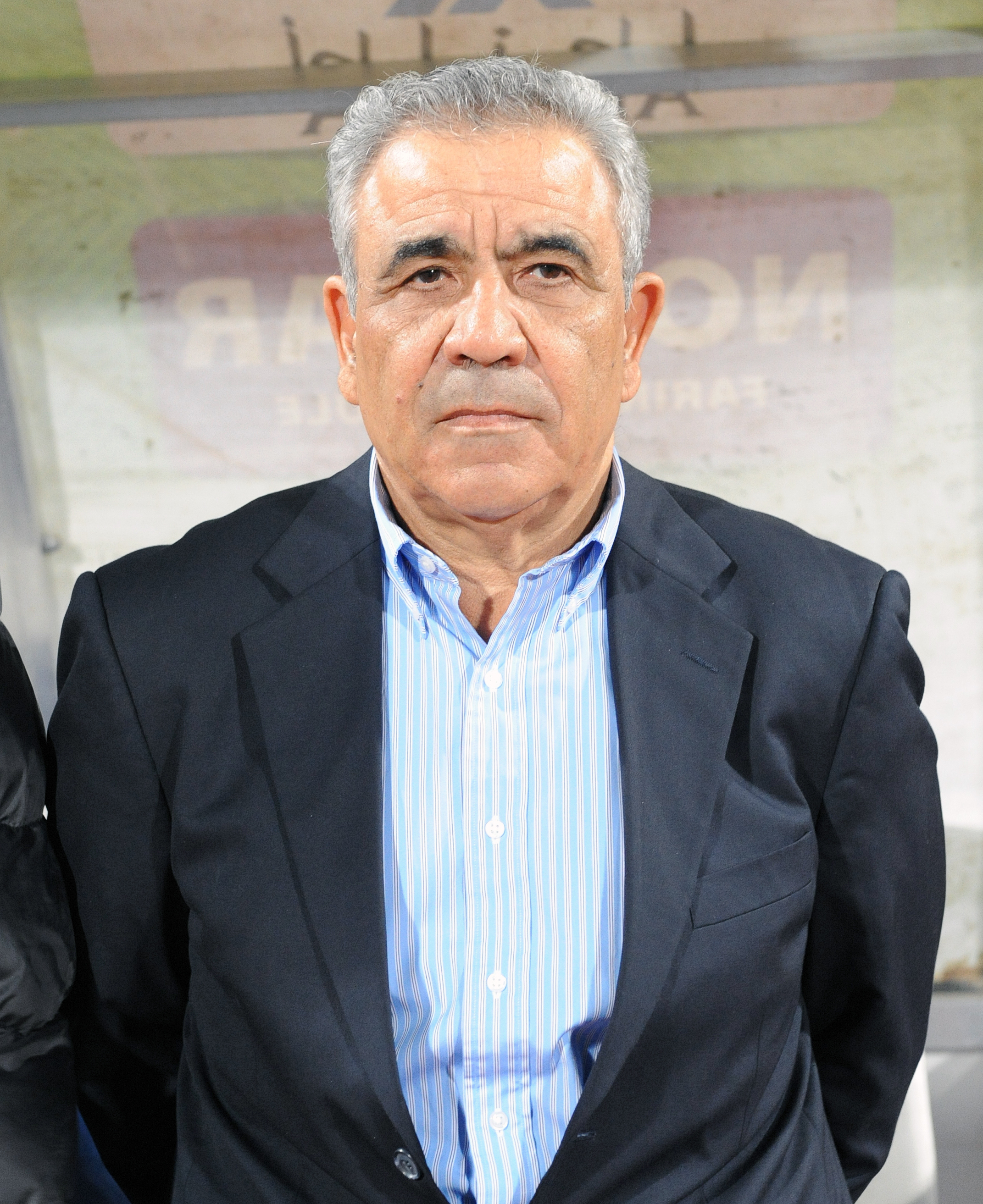
Jabrane s'impose au Wydad AC sous Faouzi Benzarti (ici en 2014).

Le 14 janvier 2019, il retourne au Maroc en signant au Wydad Casablanca, entraîné par Faouzi Benzarti. Yahya Jabrane arrive lors du mercato hivernal quand le Wydad Casablanca est dans une bonne passe dans la Ligue des champions de la CAF. Le no 5 lui est attribué. Le 2 février 2019, il apparaît pour la première fois sur le banc du Wydad à l'occasion d'un match de Ligue des champions face à Lobi Stars FC au Nnamdi Azikiwe Stadium (en) (victoire, 0-1). Lors du match retour au Complexe sportif Moulay-Abdallah, il est titularisé sous le no 24 et dispute 90 minutes (match nul, 0-0). Le 9 mars 2019, il reçoit de nouveau une titularisation en Ligue des champions face à l'ASEC Mimosas au Stade Félix-Houphouët-Boigny (défaite, 2-0). Il parvient directement à s'imposer et dispute seize matchs et marque deux buts en championnat. Yahya Jabrane termine sa première saison en remportant pour la première fois le championnat marocain. En fin de saison, il atteint la finale de la Ligue des champions contre l'ES Tunis sur un score cumulé de 1-2 en faveur de l'équipe tunisienne. Il dispute en total huit matchs en compétition continentale.
Le 23 octobre 2019, il dispute son premier match de la saison face au Mouloudia d'Oujda (match nul, 1-1). Le 1er novembre 2019, il inscrit son premier but en Ligue des champions face au Petróleos de Luanda sur un penalty inscrit à la 58e minute (match nul, 2-2). Le 18 novembre 2019, à l'occasion d'un match opposant le Wydad à la RS Berkane, Yahya Jabrane écope d'un carton rouge à la 87e minute et est l'auteur d'un mauvais geste face à l'arbitre Daki Radad, sur lequel il crache. Le 21 novembre, soit, trois jours plus tard, la commission de discipline de la Fédération royale marocaine de football rend son verdict et le milieu de terrain est condamné à six matchs de suspension, étant contraint de verser une amende de 10 000 dirhams pour son geste jugé « antisportif ». Le 16 janvier 2020, il inscrit son premier but de la saison en Botola Pro contre le HUS Agadir sur un penalty inscrit à la 36e minute (victoire, 3-2). Au cours de la saison, Yahya Jabrane est à nouveau le métronome de l'équipe du Wydad AC. Le 6 février 2020, il offre à son équipe une victoire en championnat en inscrivant un but sur penalty à la dernière minute du match face au Rapide Oued Zem (victoire, 1-2). Le 12 mars 2020, il inscrit son troisième but de la saison en championnat face à l'IR Tanger à la dernière minute du match sur penalty (victoire, 0-2). Après un arrêt de championnat à cause de la pandémie de Covid-19, le championnat reprend en août 2020 et réalise un retour hors-norme en devenant le buteur principal du club, inscrivant un but le 16 septembre face au Raja de Béni Mellal (victoire, 3-0), le 20 septembre face au Renaissance CA Zemamra (victoire, 1-2), le 27 septembre face au Moghreb de Tetouan (match nul, 1-1), le 30 septembre face à l'OC Safi (victoire, 4-1) et le 4 octobre face au HUS Agadir (match nul, 1-1). Il dispute au total vingt-trois matchs en championnat et marque huit buts. En Ligue des champions de la CAF, il dispute douze matchs, marque un but et atteint la demi-finale contre l'équipe égyptienne d'Al Ahly Sporting Club (défaite, score cumulé : 1-5). La Ligue des champions sera finalement remportée par cet adversaire.
Le 6 décembre 2020, il dispute son premier match de la saison face au Youssoufia Berrechid (victoire, 2-0). Il prend également part à la Ligue des champions en disputant son premier match face au Stade malien (victoire, 3-0). De retour de sélection après avoir pris part au CHAN 2020, il inscrit son premier but de la saison en Ligue des champions face au Kaizer Chiefs FC (victoire, 4-0). Le 3 mai 2021, il inscrit son premier but de la saison en Botola Pro face à la RS Berkane (victoire, 4-0). Le 14 mai 2021, à l'occasion des quarts de finale de Ligue des champions face au MC Alger, il est buteur sur penalty à l'extérieur (match nul, 1-1) et remporte le match retour, à domicile sur le score de 1-0. Le 14 juillet 2021, le Wydad est officiellement couronné champion du Maroc après une victoire de 0-2 à l'extérieur contre le Mouloudia d'Oujda. Yahya Jabrane termine la saison en étant sacré champion du Maroc avec 67 points (8 points d'avance devant le Raja Club Athletic).
Le 29 septembre 2021, il inscrit son premier but de la saison face au Youssoufia Berrechid (victoire, 3-2). Le 24 octobre 2021, il inscrit son premier but en Ligue des champions face à Hearts of Oak SC (victoire, 6-1). Ayant pris part à la Coupe arabe des Nations en décembre 2021, il retourne au club et continue son parcours en Ligue des champions en inscrivant le 11 février 2022, son deuxième but de la saison en compétition africaine face au Sagrada Esperança (victoire, 3-0). Le 26 février 2022, il inscrit un but en phase de groupe face au Zamalek SC (victoire, 3-1). Le 11 mars, à l'occasion du match retour en Égypte, il est de nouveau buteur et qualifie à lui seul son équipe au prochain tour (victoire, 0-1). Lors d'une interview exclusive en mai, il rend hommage aux supporters du Wydad Casablanca, remerciant leur soutien inconditionnel et leur présence et ambiance dans chaque match. Le 30 mai 2022, il est titularisé contre Al Ahly en finale de la Ligue des champions de la CAF et remporte la compétition grâce à une victoire de 2-0 au Stade Mohammed-V,,,. Le 13 août 2022, Yahya Jabrane prolonge son contrat d'une saison supplémentaire. Le 10 septembre 2022, il est titularisé sous son nouvel entraîneur Houcine Ammouta à l'occasion de la finale de la Supercoupe de la CAF face à la RS Berkane. Le match se solde sur une défaite de 0-2 au Stade Mohammed-V.
En pleine phase de changement d'entraîneur avec la venue de Sven Vandenbroeck, il parvient à se qualifier en finale de la Ligue des champions le 20 mai 2023 après un match nul retour de 2-2 en étant titularisé face au Mamelodi Sundowns FC au Loftus Versfeld Stadium en Afrique du Sud. Il délivre une passe décisive sur le premier but wydadi inscrit par Ayoub El Amloud.
Le 12 novembre 2023, il dispute la finale retour de la première édition de la Ligue africaine de football contre le Mamelodi Sundowns FC après avoir été titularisé dans l'entièreté des matchs de cette nouvelle compétition. La finale est perdue sur un score cumulé de 3-2 en faveur des Sud-Africains,.

### En sélection

#### Maroc A' (depuis 2017)
Il est retenu pour disputer le CHAN 2018 avec le Maroc A'. Il joue son premier match officiel avec le Maroc le 21 janvier 2018, contre le Soudan sous l'entraîneur Jamal Sellami. Il remporte tous les matchs et remporte son premier titre avec l'équipe du Maroc A'.
Mi-janvier 2021, il figure pour la deuxième fois sur la liste définitive de l'équipe du Maroc A' pour prendre part au CHAN 2021, sous les commandes de l'entraîneur Houcine Ammouta. Yahya Jabrane joue la totalité des matchs de la CHAN 2021. Il finit par remporter la compétition internationale après une victoire face à l'équipe du Mali A' sur une victoire de 2-0. Son nom figure également dans l'équipe type de la compétition.
Le 22 novembre 2021, il figure parmi les 23 sélectionnés de Houcine Ammouta pour prendre part à la Coupe arabe de la FIFA 2021. Le 4 décembre 2021, il marque son premier but dans cette compétition, lors de son deuxième match face à la Jordanie à la 4e minute (victoire, 0-4). Après la rencontre, Yahya Jabrane est désigné homme du match.

#### Maroc (depuis 2021)
Le 18 mars 2021, il figure sur la liste définitive de Vahid Halilhodžić de l'équipe du Maroc pour deux matchs de qualifications à la Coupe d'Afrique 2021 (le 26 mars contre la Mauritanie et le 30 mars contre le Burundi). Le 26 mars, il est titularisé et honore sa première sélection avec les A. Il dispute 45 minutes avant d'être remplacé par Sofyan Amrabat (match nul, 0-0).
Le 27 mai 2021, Yahya Jabrane est à nouveau sélectionné par Vahid Halilhodžić en équipe du Maroc pour prendre part à deux matchs amicaux contre l'équipe du Ghana (8 juin 2021) et du Burkina Faso (12 juin 2021). Il dispute son deuxième match en équipe du Maroc le 8 juin 2021 contre le Ghana, entrant en jeu à la place de Sofyan Amrabat à la 83e minute (victoire, 1-0). Le 13 juin, il est titularisé face au Liberia et dispute 90 minutes. Il remporte le match sur le score de 0-2 et est quasiment qualifié à la Coupe d'Afrique 2023,.
Le 12 septembre 2022, il reçoit une convocation du nouveau sélectionneur du Maroc Walid Regragui pour un stage de préparation à la Coupe du monde 2022 à Barcelone et Séville pour deux confrontations amicaux, notamment face au Chili et au Paraguay,. Le 23 septembre 2022, il entre en jeu à la 82e minute en remplaçant Sofyan Amrabat. En fin de match, le terrain du Stade Cornellà-El Prat est envahi par les supporters après le coup de sifflet final (victoire, 2-0),. Le 27 septembre 2022, à l'occasion du deuxième match de la trêve internationale face au Paraguay, il est mis sur le banc pendant 90 minutes au Stade Benito-Villamarín (match nul, 0-0).
Le 10 novembre 2022, il figure officiellement dans la liste des 26 joueurs sélectionnés par Walid Regragui pour prendre part à la Coupe du monde 2022 au Qatar. Mis sur le banc dans les deux premiers matchs face à la Croatie (match nul, 0-0) et la Belgique (victoire, 2-0), il entre en jeu lors du troisième match face au Canada en remplaçant Achraf Hakimi à la 85e minute de jeu (victoire, 2-1). Qualifiés en huitièmes de finale face à l'Espagne, les coéquipiers de Jabrane réalisent l'exploit en éliminant les Espagnols dans la séance des tirs au but (victoire, 3-0). En quarts de finale face au Portugal, Jabrane entre en jeu dans les derniers instants du match et prend part à un énième exploit des Marocains après une victoire de 1-0. L'aventure des Marocains prend fin en demi-finale de la compétition après une défaite de 2-0 face à la France. Le 17 décembre 2022, le match de la troisième place est également perdue face aux Croates (défaite, 2-1). 
Le 20 décembre 2022, à l'occasion de son retour du Qatar, il est invité avec ses coéquipiers au Palais royal de Rabat par le roi Mohammed VI, le prince Hassan III et Moulay Rachid pour être officiellement décoré Ordre du Trône, héritant du grade officier,,,.

## Style de jeu
Yahya Jabrane est doté d'une superbe qualité de passe, d'un large éventail technique et d'une bonne conduite de balle, qu'il doit à sa pratique du futsal durant sa jeunesse sous coaching de Hicham Dguig avec l'équipe du Maroc de futsal. Droitier, il est capable de marquer sur coups francs. Il est réputé pour couvrir toute la pelouse lors d'un match, enchaînant tacles, pression défensive, interceptions et « fautes intelligentes ». Il tire aussi les corners et les penaltys, ce qui fait de lui un joueur clé pour son équipe. Travailleur acharné dans les entraînements, il se démarque de son humilité.
En 2020, il est considéré par Vahid Halilhodžić comme le meilleur milieu de terrain évoluant dans le championnat marocain. Le joueur reçoit aussi les éloges de l'instance de la Confédération africaine de football qui écrit à propos de Yahya Jabrane : « Il a été un rouage pour l'équipe du Wydad, en particulier sur le plan offensif. Il offre l'équilibre à l'équipe, établissant leur style de jeu et construisant les offensives. ».

## Statistiques

### Statistiques détaillées
| Saison                | Club                  | Championnat           | Championnat | Championnat | Championnat | Coupe(s) nationale(s) | Coupe(s) nationale(s) | Coupe(s) nationale(s) | Compétition(s) continentale(s) | Compétition(s) continentale(s) | Compétition(s) continentale(s) | Compétition(s) continentale(s) | Maroc | Maroc | Maroc | Total | Total | Total |
| Saison                | Club                  | Division              | M.          | B.          | P.d.        | M.                    | B.                    | P.d.                  | Comp.                          | M.                             | B.                             | P.d.                           | M.    | B.    | P.d.  | M.    | B.    | P.d.  |
| 2012-2013             | Raja de Béni Mellal   | Botola Pro            | 10          | 0           | 0           | -                     | -                     | -                     | -                              | -                              | -                              | -                              | -     | -     | -     | 10    | 0     | 0     |
| 2013-2014             | Raja de Béni Mellal   | Botola Pro            | 0           | 0           | 0           | -                     | -                     | -                     | -                              | -                              | -                              | -                              | -     | -     | -     | 0     | 0     | 0     |
| 2014-2015             | Raja de Béni Mellal   | Botola Pro            | 0           | 0           | 0           | -                     | -                     | -                     | -                              | -                              | -                              | -                              | -     | -     | -     | 0     | 0     | 0     |
| Sous-total            | Sous-total            | Sous-total            | 10          | 0           | 0           | -                     | -                     | -                     | -                              | -                              | -                              | -                              | -     | -     | -     | 10    | 0     | 0     |
| 2015-2016             | MC Oujda              | Botola Pro            | 27          | 1           | 0           | 0                     | 0                     | -                     | -                              | -                              | -                              | -                              | -     | -     | -     | 27    | 1     | 0     |
| Sous-total            | Sous-total            | Sous-total            | 27          | 1           | 0           | -                     | -                     | -                     | -                              | -                              | -                              | -                              | -     | -     | -     | 27    | 1     | 0     |
| 2016-2017             | HUSA                  | Botola Pro            | 29          | 0           | 2           | 3                     | 0                     | 0                     | -                              | -                              | -                              | -                              | -     | -     | -     | 32    | 0     | 2     |
| 2017-2018             | HUSA                  | Botola Pro            | 27          | 1           | 2           | 0                     | 0                     | 0                     | -                              | -                              | -                              | -                              | -     | -     | -     | 27    | 1     | 2     |
| Sous-total            | Sous-total            | Sous-total            | 56          | 1           | 4           | 3                     | 0                     | 0                     | -                              | -                              | -                              | -                              | -     | -     | -     | 59    | 1     | 4     |
| 2018-2019             | Fujaïrah Sports Club  | UAE Pro League        | 10          | 1           | 0           | 6                     | 4                     | 0                     | -                              | -                              | -                              | -                              | -     | -     | -     | 16    | 5     | 0     |
| Sous-total            | Sous-total            | Sous-total            | 10          | 1           | 0           | 6                     | 4                     | 0                     | -                              | -                              | -                              | -                              | -     | -     | -     | 16    | 5     | 0     |
| 2018-2019             | Wydad Athletic Club   | Botola Pro            | 16          | 2           | 0           | 1                     | 0                     | 0                     | C1                             | 9                              | 0                              | 1                              | -     | -     | -     | 26    | 2     | 1     |
| 2019-2020             | Wydad Athletic Club   | Botola Pro            | 23          | 8           | 0           | 0                     | 0                     | 0                     | C1                             | 11                             | 1                              | 0                              | -     | -     | -     | 34    | 9     | 0     |
| 2020-2021             | Wydad Athletic Club   | Botola Pro            | 25          | 1           | 3           | 4                     | 1                     | 0                     | C1                             | 10                             | 2                              | 0                              | 3     | 0     | 0     | 42    | 4     | 3     |
| 2021-2022             | Wydad Athletic Club   | Botola Pro            | 25          | 3           | 2           | 4                     | 1                     | 1                     | C1                             | 12                             | 5                              | 1                              | 1     | 0     | 0     | 42    | 9     | 4     |
| 2022-2023             | Wydad Athletic Club   | Botola Pro            | 3           | 1           | 1           | -                     | -                     | -                     | C1+SU                          | 0+1                            | -                              | -                              | 3     | 0     | 0     | 7     | 1     | 1     |
| Sous-total            | Sous-total            | Sous-total            | 92          | 15          | 6           | 9                     | 2                     | 1                     | -                              | 43                             | 8                              | 2                              | 7     | 0     | 0     | 151   | 25    | 9     |
| Total sur la carrière | Total sur la carrière | Total sur la carrière | 195         | 18          | 10          | 18                    | 6                     | 1                     | -                              | 43                             | 8                              | 2                              | 7     | 0     | 0     | 263   | 32    | 13    |

## Palmarès
Joueur de futsal de formation, Yahya Jabrane est le premier joueur à marquer pour l'équipe du Maroc futsal lors de la Coupe du monde de futsal de 2012. Il fait ses débuts dans le football professionnel au Raja de Béni Mellal mais arrive plus tard, en 2019, au Wydad AC. Avec ce club, il remporte pour la première fois le championnat et atteint la finale de la Ligue des champions de la CAF. En 2020, il est de nouveau vice-champion du Maroc et en 2021, il remporte pour la deuxième fois le championnat et atteint la finale de la Coupe du Maroc. En 2022, sous Walid Regragui, il réalise presque un triplé en remportant le championnat marocain, la Ligue des champions de la CAF, mais atteignant la finale de la Coupe du Maroc face à la RS Berkane. La Supercoupe de la CAF est également perdue face à la RS Berkane. En fin de saison, il remporte le prix du meilleur joueur de la saison 2021-22 et figure également dans l'équipe type de la saison de Botola.
En équipe du Maroc A', il remporte en 2018 le CHAN sous Jamal Sellami et une deuxième fois consécutive, en 2020 sous Houcine Ammouta. Il figure également dans l'équipe type du CHAN 2020 publiée par la CAF. Avec l'équipe première du Maroc, il atteint la quatrième place de la Coupe du monde 2022, prenant part aux matchs face au Canada et le Portugal.
| Wydad AC (4): | Koweït SC (3): | Maroc (2):                                                                   | Distinctions personnelles |
| --- | --- | ---------------------------------------------------------------------------- | --- |
| - Botola Pro (3) - Champion : 2019, 2021 et 2022 - Vice-champion : 2020 - Coupe du Maroc - Finaliste : 2021 - Ligue des champions de la CAF (1) - Vainqueur : 2022 - Finaliste : 2019, 2023 - Supercoupe de la CAF - Finaliste : 2022 - Ligue africaine de football - Finaliste : 2023 | - Championnat du Koweït - Champion : 2025 - Coupe Crown Prince du Koweït - Vainqueur : 2025 - Supercoupe du Koweït - Vainqueur : 2025 | - CHAN (2) - Champion : 2018 et 2020. - Coupe du monde : - Quatrième en 2022 | - Dans l'équipe type du CHAN 2020 ; - Vainqueur du trophée meilleur joueur du Championnat du Maroc saison 2021-2022 ; - Membre de l'équipe-type du championnat marocain de la saison 2021-2022. |

## Décorations
- Officier de l'ordre du Trône — Le 20 décembre 2022, il est décoré officier de l'ordre du Wissam al-Arch[44] — ordre du Trône[45] — par le roi Mohammed VI au Palais royal de Rabat[46].

### Documentaires et interviews
- [vidéo] (ar) Série télévisée Dreamers diffusé en exclusivité sur Arryadia à partir du 6 juin 2023[47]